# Північний (пост)
Північний — колійний пост Конотопської дирекції залізничних перевезень Південно-Західної залізниці. Код поста відсутній.
Розташований на лінії Бахмач-Гомельський —Хоробичі між станціями Бахмач-Гомельський (2 км) та Часниківка (10 км) та. Відстань до Хоробичів — 133 км, до Бахмача-Гомельського — 2 км.
Пасажирського та вантажного значення не має.